# Hind bint Utba
Hind bint Utba, född 500-talet, död efter 636, var en arabisk prästinna. 
Hon var gift med stormannen Abu Sufyan ibn Harb från Mecka. Själv tjänstgjorde hon som prästinna i den hedniska arabiska religionen. Tillsammans med sin make tillhörde hon profeten Muhammeds motståndare. Under slaget vid Uhud 625 närvarade hon vid slagfältet på den sida som slogs mot muslimerna. 
Hon konverterade till islam med sin make 630. Hon har prisats i muslimsk historieskrivning för den militära roll hon spelade på muslimsk sida i slaget vid Yarmouk 636 mot bysantinarna.